# Туда-Менгу
Туда-Менгу (тат. Tədən Məngü, Тәдән Мәнгү — вічно яскравий д/н — †1287) — хан Золотої Орди з 1282 до 1287 року.

## Життєпис
Походив з роду Чингізідів, був  сином Тугана та онуком хана Бату. Очолив Золоту Орду 1282 року після смерті свого брата хана Менгу-Тимура завдяки беклярібеку Ногаю. При ньому Ногай фактично керував державою. Туда-Менгу більше полюбляв спілкуватися з факірами, магами, богомольцями. 1284 року зустрічався з митрополитом Київським Максимом, якому надав привилеї для церкви. В цей час впроваджено також посади баскаків на Русі.
У 1283 році Туда-Менгу став мусульманином. За порадою Ногая було здійснено походи у 1285 році до Закарпаття та у 1284—1285 — до Угорщини, у 1286 році — до Польщі. Загинув внаслідок палацових інтриг.